# Le Belval
Pour les articles homonymes, voir Trappiste (homonymie).
 (décembre 2016).
Si vous disposez d'ouvrages ou d'articles de référence ou si vous connaissez des sites web de qualité traitant du thème abordé ici, merci de compléter l'article en donnant les références utiles à sa vérifiabilité et en les liant à la section « Notes et références ».
Le Belval est un fromage français originaire de l'abbaye de Belval (Pas-de-Calais) anciennement appelé Trappe de Belval ou Le Trappiste.
Produit initialement par les sœurs de l'abbaye de Belval (Troisvaux), en Artois, ce fromage est disponible par pièce de 2 kg ou de 400 g. Sa croûte prend la couleur jaune paille, tandis que la pâte celle de l'ivoire. Il est emballé dans un papier orange vif frappé de six croix bleues et d'un dessin de l'abbaye.
| Type de lait            | Vache                             |
| Caractéristique du lait | Cru                               |
| Famille                 | Pâte pressée non cuite            |
| Taille                  | ø 20 à 25 cm - épaisseur 3 à 4 cm |
| Poids                   | 2 kg ou 400 g                     |
| Forme                   | Disque                            |
| Taux MG                 | 40 à 45 %                         |

## Histoire
L'origine de ce fromage est étroitement liée à l'installation de la communauté des sœurs trappistines dans le vallon de Belval. L'histoire remonte à 1893, quand l'abbé Trannoy, curé de Troisvaux, décida quelques trappistines de l'abbaye de Laval, en Mayenne, à fonder une abbaye dans une ancienne demeure seigneuriale au cœur du Ternois.
Respectueuses de la règle de saint Benoît, les sœurs transformèrent la grange en fromagerie. Ainsi, le fromage, fruit d'un travail manuel, permit de préserver l'autonomie de la communauté qui commercialisa ses fromages, d'abord sur les marchés locaux, puis dans les crémeries de la région parisienne.
Pour réussir cette entreprise, les sœurs trappistines se sont rapprochées de leurs frères trappistes de Flandre et du Hainaut, réputés pour leur savoir-faire laitier. Les sœurs affinent donc la caillebotte blanche selon une tradition monastique. Les fromages lavés, brossés et retournés avec grand soin, reposent sur des claies pendant des semaines dans le silence des caves. 
Depuis le départ des sœurs, la fromagerie a poursuivi et développé sont activité, permettant ainsi de maintenir des emplois locaux. 

## Autres fromages
(juillet 2017).
La fromagerie de Belval présente aussi
- le Belval Bière ;
- l'Enclos de Belval ;
- le Cloître de Belval ;
- le BelvaLin ;
- le Floral de Belval ;
- les Epicés de Belval[2].

## Sources
1. ↑  « FROMAGES DE TERROIRS Le Belval », sur www.fromages-de-terroirs.com (consulté le 9 juin 2020)
2. 1 2  « Les fromages de l'Abbaye de Belval | Vacances, week-end et tourisme | Pas-de-Calais Tourisme » (consulté le 9 juin 2020).
3. ↑  « L'abbaye de Belval à Troisvaux s'ouvre au public après le départ des soeurs », La Voix du Nord,‎ 20 septembre 2012 (lire en ligne, consulté le 16 septembre 2020).

- « Le fromage de Belval », sur le site de l'abbaye de Belval.